# Dina parva
Dina parva är en ringmaskart som beskrevs av Moore 1912. Dina parva ingår i släktet Dina och familjen hundiglar. Inga underarter finns listade i Catalogue of Life.